# Czarne Urwisko koło Lutyni
Czarne Urwisko koło Lutyni este o arie protejată (sit de importanță comunitară — SCI) din Polonia întinsă pe o suprafață de 39,24 ha, integral pe uscat.

## Localizare
Centrul sitului Czarne Urwisko koło Lutyni este situat la coordonatele 50°21′31″N 16°53′42″E / 50.3586°N 16.895°E.

## Înființare
Situl Czarne Urwisko koło Lutyni a fost declarat sit de importanță comunitară în martie 2007 pentru a proteja un număr necunoscut de specii din flora spontană și fauna sălbatică aflate în arealul zonei.

## Biodiversitate
Situată în ecoregiunea continentală, aria protejată conține 5 habitate naturale: Fânețe de joasă altitudine (Alopecurus pratensis, Sanguisorba officinalis), Pante stâncoase silicioase cu vegetație casmofită, Păduri de fag Luzulo-Fagetum, Păduri de fag Asperulo-Fagetum, Păduri pe pante, grohotișuri și ravene de Tilio-Acerion.
La baza desemnării sitului se află un număr nedeclarat de specii protejate.